# Maria Jermolova
Maria Yermolova, född 1853, död 1928, var en rysk scenskådespelare.
Nedslagskratern Ermolova på planeten Venus och asteroiden 3657 Ermolova är uppkallad efter henne.